# Michajłowskoje (Kraj Ałtajski)
Michajłowskoje (ros. Михайловское) – wieś (ros. село, trb. sieło) na terenie wchodzącego w skład Rosji syberyjskiego Kraju Ałtajskiego.
Miejscowość położona jest w odległości ok. 360 km od stolicy kraju – miasta Barnauł i jest ośrodkiem administracyjnym rejonu michajłowskiego.